# Riera de Talamanca
La riera de Talamanca és un cur d'aigua de la comarca del Bages que té els seus orígens en els vessants nord-occidentals del massís del Montcau. Es forma per la unió de quatre torrents: el torrent del Coll de Baldric, el torrent de la Vall, el torrent de les Refardes i el torrent de la Font d'Apolònia, a l'extrem sud-oest de la serra del Riquer, al lloc conegut com els Entreforcs, dins del terme municipal de Talamanca.
Discorre pel mateix terme, passant entre la serra del Rossinyol, on està situat el poble de Talamanca, i les serres per on passa el termenal d'aquest municipi amb els veïns de Monistrol de Calders, Calders i Navarcles: el serrat de Mussarra, el serrat del Vintró i el serrat dels Alous.
Encara dins del terme de Talamanca, a Sant Esteve de Vila-rasa, la riera de Talamanca s'aboca en la de Mura, la qual aiguavessa en el riu Llobregat a l'alçada de Viladordis, al límits dels termes municipals de Manresa, Talamanca i el Pont de Vilomara i Rocafort. Tota l'estona la riera marca un fort desnivell amb les serres que l'emmarquen, sempre al voltant de 150 metres més elevades que la llera de la riera.

## Història
Fou un dels escenaris de la batalla de Talamanca durant la Guerra de Successió espanyola.